# Tatsuya Egawa
Tatsuya Egawa (江川達也, Egawa Tatsuya, nascut el 8 de març de 1961) és un artista manga japonès que va nàixer a Nagoya, a la Prefectura d'Aichi, Japó. És llicenciat en matemàtiques aplicades i ensenyà matemàtiques a la universitat durant cinc mesos abans de canviar al manga com una carrera professional. Estudià sota la supervisió del prolífic artista manga Motomiya Hiroshi durant quatre mesos. El moment de Tatsuya arribà quan la seua obra Don't Give Up guanyà el concurs obert del Comic Morning. També ha dirigit pel·lícules pornogràfiques.
Tatsuya és conegut per dibuixar expressions facials curioses i estranyes i per sempre donar crèdit a l'equip dels treballs, inclús a les cobertes (donant crèdit als treballs a "Egawa i els seus assistents"). Kosuke Fujishima, qui és conegut com el creador d'Oh My Goddess fou una volta assistent d'Egawa.

## Treballs
- Be Free
- Dead Man (manga)
- ONE-ZERO-NINE
- Last Man
- Take-chan and Papa
- Golden Boy
- Happy Boy
- Magical Taruruuto-kun
- Tokyo University Story
- Russo-Japanese War Story
- Genji Monogatari
- Akogare no Katei-Kyoshi